# Grantley Berkeley
George Charles Grantley Fitzhardinge Berkeley (ur. 10 lutego 1800, zm. 20 lutego 1881 w Longfleet w Dorsetshire) – brytyjski arystokrata i pisarz, syn Fredericka Berkeleya, 5. hrabiego Berkeley, i Mary Cole, córki Williama Cole’a. Zwykle używał swojego trzeciego imienia, Grantley. Kiedy po śmierci ojca w 1810 r. tytuł hrabiowski został przekazany jego starszemu bratu Thomasowi, Grantley został uznany jego następcą, ale nigdy nie odziedziczył tytułu (zmarł na rok przed Thomasem).
Dzieciństwo spędził w rodzinnym domu Cranford House w hrabstwie Middlesex. W 1806 r. jego ojciec chrzestny, książę Walii, załatwił mu przydział do Coldstream Guards. Później Grantley pobierał nauki w Corpus Christi College w Oksfordzie i w Royal Miliatary College w Sandhurst. W 1816 r. dołączył do swojego regimentu w Tower of London. Później został przydzielony do służby na Dworze Królewskim i 5 następnych lat spędził służąc w St. James’s Palace i zamku Windsor. Później zrezygnował ze służby w Goldstream Guards i przeniósł się do 82 regimentu pieszego (82nd Foot). W tym samym czasie pretensje do hrabstwa Berkeley zgłaszał najstarszy syn Fredericka i Mary, William, któremu ojciec przekazał większą część majątku. Młodsi bracia Williama, Maurice, Francis, Grantley i Craven, aby móc poprzeć roszczenia brata wystartowali w wyborach do Izby Gmin. Maurice uzyskał miejsce w Izbie w 1831 r., Craven i Grantley rok później, zaś Francis dopiero w 1837 r. Grantley reprezentował okręg West Gloucestershire. Nie udało im się jednak poprzeć roszczeń brata i tytuł parowski pozostał przy Thomasie. William otrzymał inny parowski tytuł, barona Segrave (w 1831 r.).
Grantley zasiadał w Izbie Gmin bez przerwy przez 20 lat, do 1852 r. Nie angażował się bardzo w życie polityczne, rozwijał za to swoje pasje literackie. W 1836 r. opublikował swoją pierwszą powieść, Berkeley Castle, romans historyczny w 3 tomach. Został on ostro skrytykowany w sierpniowym numerze Frazer’s Magazine. Berkeley bardzo się tym zirytował i 3 sierpnia 1836 r. odwiedził w towarzystwie swojego brata Cravena księgarnię przy Regent Street 215, prowadzoną przez Jamesa Frasera, wydawcę Frazer’s Magazine. Craven stanął na straży, a Grantley w niewybrednych słowach zażądał od Frasera nazwiska anonimowego krytyka. Fraser odmówił i wywiązała się bójka w której przewagę uzyskał atletycznie zbudowany Berkeley. Wkrótce jednak pojawiła się policja i obaj Berkeleyowie zostali aresztowani i skazani na karę grzywny. W międzyczasie okazało się, że anonimowym krytykiem był dr William Maginn, redaktor magazynu. 5 sierpnia doszło między nim a Berkeleyem do pojedynku, w wyniku którego Maginn został lekko ranny.
3 maja 1836 r. Berkeley wywołał śmiech na forum Izby Gmin, kiedy zaproponował, aby umożliwić kobietom wstęp na galerię Izby. Przy wyjściu z Izby został jednak nagrodzony oklaskami przez zgromadzone towarzystwo. Ostatecznie w 1841 r. dopuszczono kobiety na galerię Izby. W międzyczasie, w 1840 r., Berkeley wydał swoją drugą książkę, trzytomową powieść historyczną Sandron Hall, or the Days of Queen Anne. W 1847 r., pokłócił się ze swoim bratem Williamem, a wysokie koszty życia w Londynie skłoniły go do udania się na prowincję, do Gloucestershire. Berkeley uwielbiał sporty i polowania. Posiadał również wiele psów, z których jego ulubieńcami były terrier Smike, bloodhound Druid, mastif Grumbo i aporter Smoker. Ubierał się ekstrawagancko, lubił m.in. zakładać jednocześnie 3 różnokolorowe kamizelki i zawiązywać sobie 3 różnokolorowe apaszki.
Wciąż pisał. W 1854 r. opublikował pamflet na chorobę ziemniaczaną (The Potato Disease) oraz „Wspomnienia łowcy” (Reminiscences of a Huntsman). Trzy lata później wydał kolejną pracę, tym razem o francuskich lasach (Forests of France). W tym samym roku napisał krótki poemat Love nad the Lion, którego motyw zaczerpnął z opowieści francuskiego myśliwego Jules’a Gérarda. W 1861 r. napisał The English Sportsman in the Western Prairies. W 1865 r. ukazały się pierwsze dwa tomy jego autobiografii. Dwa następne ukazały się w 1866 r. Autobiografia nosiła tytuł My Life and Recollections. W następnych roku Berkeley opublikował Anecdotes of the Upper Ten Thousand, their Legends and their Lives. W 1870 r. ukazały się jego Tales of Life and Death, w dwóch tomach. Rok później ukazał się jego pamflet na wojnę francusko-pruską, dedykowany następcy niemieckiego tronu. W 1874 r. ukazało się jego ostatnie dzieło, Fact against Fiction w dwóch tomach, w którym opisał zachowania zwierząt.
16 sierpnia 1824 r. poślubił Caroline Marthę Benfield (przed 1809 – 13 lutego 1873), córkę Paula Benfielda. Grantley i Caroline mieli razem dwóch synów:
- Swinburne FitzHardinge Berkeley (20 października 1825 – 31 grudnia 1865), ożenił się z Elizą Grey, nie miał dzieci
- Edward Stratton FitzHardinge Berkeley (16 lipca 1827 – 29 maja 1878), kapitan 2 regimentu Life Guards, nie ożenił się i nie pozostawił potomstwa

Grantley Berkeley zmarł w 1881 r. niedługo po swoich 81 urodzinach i śmierci swoich dwóch synów i żony.